# 汉斯·戈尔尼克
汉斯·戈尔尼克（Hans Gollnick,，1892年5月22日 - 1970年2月15日）是一位纳粹德国德意志國防軍将领，曾参加第二次世界大战，第二次世界大战开初期，戈尔尼克曾在克羅加提戰役中指挥一个步兵团。1942年获颁騎士鐵十字勳章。